# 12世纪国家领导人列表

## 亚洲
- 中国
  - 北宋：
    1. 宋徽宗，宋朝皇帝，1100年－1125年
    2. 宋钦宗，宋朝皇帝，1125年－1127年

  - 南宋：
    1. 宋高宗，宋朝皇帝，1127年－1162年
    2. 赵旉，宋朝皇帝，1129年
    3. 宋孝宗，宋朝皇帝，1162年－1189年
    4. 宋光宗，宋朝皇帝，1189年－1194年
    5. 宋宁宗，宋朝皇帝，1194年－1224年

  - 楚：
    1. 张邦昌，1127年

  - 齐：
    1. 刘豫，1130年－1137年

  - 辽：
    1. 辽道宗，辽朝皇帝，1055年－1101年
    2. 天祚帝，辽朝皇帝，1101年－1125年

  - 西辽：
    1. 耶律大石，西辽皇帝，1132年－1143年
    2. 萧塔不烟，西辽摄政，1143年－1150年
    3. 耶律夷列，西辽皇帝，1150年－1163年
    4. 耶律普速完，西辽摄政，1163年－1177年
    5. 耶律直鲁古，西辽皇帝，1177年－1211年

  - 金：
    1. 金太祖，金朝皇帝，1115年－1123年
    2. 金太宗，金朝皇帝，1123年－1135年
    3. 金熙宗，金朝皇帝，1135年－1149年
    4. 完颜亮，金朝皇帝，1149年－1161年
    5. 金世宗，金朝皇帝，1161年－1189年
    6. 金章宗，金朝皇帝，1189年－1208年

  - 西夏：
    1. 夏崇宗，西夏皇帝，1086年－1139年
    2. 夏仁宗，西夏皇帝，1139年－1193年
    3. 夏桓宗，西夏皇帝，1193年－1206年

  - 大理：
    1. 段正淳，大理皇帝，1096年－1108年
    2. 段正严，大理皇帝，1108年－1147年
    3. 段正兴，大理皇帝，1147年－1171年
    4. 段智兴，大理皇帝，1171年－1200年
    5. 段智廉，大理皇帝，1200年－1204年
- 喀喇汗国：
  - 西喀喇汗：

  1. 基博拉伊尔，1099年－1102年
  2. 阿赫马德·阿尔斯兰汗，1102年－1132年
  3. 穆罕默德·本·蘇來曼，1102年－1130年
  4. 伊卜拉欣二世，1130年－1132年
  5. 哈桑·克雷奇·桃花石汗，1132年
  6. 马黑木二世，1132年－1141年
  7. 伊卜拉欣三世，1141年－1156年
  8. 阿里·恰格雷汗，1156年－1160年
  9. 马黑木三世，1160年－1161年
  10. 馬斯烏德二世，1161年－1170年
  11. 骨咄祿·毗伽汗，1170年－1171年
  12. 穆罕默德三世，1171年－1175年
  13. 穆罕默德·阿克达什·桃花石汗，1175年－1179年
  14. 伊卜拉欣·本·侯賽因·本·哈桑，1179年－1203年

  - 东喀喇汗

  1. 哈桑·桃花石·博格达汗，1075年－1102年
  2. 阿赫马德，1102年－1132年
  3. 伊卜拉欣二世，1132年－1158年
  4. 穆罕默德二世，1158年－1180年左右
  5. 玉素甫，1180年左右－1205年
- 朝鲜半岛（王氏高丽）- 
  1. 高丽肃宗，高丽国王，1095年－1105年
  2. 高丽睿宗，高丽国王，1105年－1122年
  3. 高丽仁宗，高丽国王，1123年－1146年
  4. 高丽毅宗，高丽国王，1146年－1170年
  5. 高丽明宗，高丽国王，1170年－1197年
  6. 高丽神宗，高丽国王，1197年－1204年

  - 武臣政權

  1. 李高、李義方、鄭仲夫，1170年－1171年
  2. 李義方、鄭仲夫，1170年－1174年
  3. 鄭仲夫，1174年－1179年
  4. 慶大升，1179年－1183年
  5. 曹元正、杜景升、李義旼，1183年－1187年
  6. 杜景升、李義旼，1187年－1196年
  7. 崔忠獻，1197年－1219年
- 日本 (平安时代) –
  - 天皇 – 
    1. 堀河天皇，1086年－1107年
    2. 鳥羽天皇，1107年－1123年
    3. 崇德天皇，1123年－1141年
    4. 近衛天皇，1141年－1155年
    5. 後白河天皇，1155年－1158年
    6. 二條天皇，1158年－1165年
    7. 六條天皇，1165年－1168年
    8. 高倉天皇，1168年－1180年
    9. 安德天皇，1180年－1185年
    10. 後鳥羽天皇，1183年－1198年
    11. 土御門天皇，1198年－1210年

  - 院政 – 
    1. 白河上皇，1086年－1129年
    2. 鸟羽上皇，1129年－1156年
    3. 后白河上皇，1158年－1192年
    4. 高仓上皇，1180年－1181年
    5. 后鸟羽上皇，1198年－1221年

  - 藤原氏 – 
    1. 藤原忠实，1106年－1121年
    2. 藤原忠通，1121年－1158年

  - 平氏 – 
    1. 平清盛，1159年－1181年
    2. 平宗盛，1181年－1185年

  - 镰仓幕府（征夷大将军） – 
    1. 源赖朝，1192年－1199年
- 越南
  - 大越（李朝）：
    1. 李仁宗，大越皇帝，1072年－1127年
    2. 李神宗，大越皇帝，1127年－1138年
    3. 李英宗，大越皇帝，1138年－1175年
    4. 李高宗，大越皇帝，1175年－1210年

  - 占婆：
    1. 阇耶因陀罗跋摩二世，占婆（第十王朝）国王，1086年－1110年？
    2. 訶梨跋摩四世，占婆（第十王朝）国王，1114年？－1139年？
    3. 闍耶因陀羅跋摩三世，占婆（第十一王朝）国王，1139年－1145年？
    4. 律陀羅跋摩四世，占婆（第十二王朝）国王，1145年？
    5. 闍耶訶梨跋摩一世，占婆（第十二王朝）国王，1147年-1160年？
    6. 闍耶訶梨跋摩二世，占婆（第十二王朝）国王，？
    7. 闍耶因陀羅跋摩四世，占婆（第十二王朝）国王，1167年－1190年
    8. 蘇利耶闍耶跋摩，佛逝國国王，1190年－1191年
    9. 闍耶因陀羅跋摩五世，佛逝國国王，1191年－1192年
    10. 蘇利耶跋摩，賓童龍國国王，1190年－1203年
- 阿拉伯帝国（阿拔斯王朝）：
  1. 穆斯塔齊爾，巴格达哈里发，1094年－1118年
  2. 穆斯塔爾希德，巴格达哈里发，1118年－1135年
  3. 拉希德二世，巴格达哈里发，1135年－1136年
  4. 穆格台菲，巴格达哈里发，1136年－1160年
  5. 穆斯坦吉德一世，巴格达哈里发，1160年－1170年
  6. 穆斯塔迪，巴格达哈里发，1170年－1180年
  7. 納賽爾，巴格达哈里发，1180年－1225年

## 欧洲
- 教宗國：
  1. 巴斯加二世，1099年－1118年
  2. 哲拉修二世，1118年－1119年
  3. 嘉禮二世，1119年－1124年
  4. 和诺理二世，1124年－1130年
  5. 依諾增爵二世，1130年－1143年
  6. 策肋定二世，1143年－1144年
  7. 路基约二世，1144年－1145年
  8. 恩仁三世，1145年－1153年
  9. 亞納大削四世，1153年－1154年
  10. 哈德良四世，1154年－1159年
  11. 亚历山大三世，1159年－1181年
  12. 路基约三世，1181年－1185年
  13. 烏爾巴諾三世，1185年－1187年
  14. 額我略八世，1187年
  15. 克肋孟三世，1187年－1191年
  16. 策肋定三世，1191年－1198年
  17. 依諾增爵三世，1198年－1216年
- 拜占庭帝国：
  1. 阿历克塞一世，拜占廷帝国皇帝，1081年－1118年
  2. 约翰二世，拜占廷帝国皇帝，1118年－1143年
  3. 曼努埃尔一世，拜占廷帝国皇帝，1143年－1180年
  4. 阿历克塞二世，拜占廷帝国皇帝，1180年－1183年
  5. 安德洛尼卡一世，拜占廷帝国皇帝，1183年－1185年
  6. 伊萨克二世，拜占廷帝国皇帝，1185年－1195年
  7. 阿历克塞三世，拜占廷帝国皇帝，1195年－1203年
- 神圣罗马帝国- 
  1. 亨利四世，神圣罗马帝国皇帝，1084年－1106年
  2. 亨利五世，神圣罗马帝国皇帝，1111年－1125年
  3. 洛泰尔二世，神圣罗马帝国皇帝，1133年－1137年
  4. 腓特烈一世，神圣罗马帝国皇帝，1155年－1190年
  5. 亨利六世，神圣罗马帝国皇帝，1191年－1197年
- 英格兰王国：
  - 诺曼底王朝：

  1. 亨利一世，英格兰国王，1100年－1135年

  - 布卢瓦王朝：

  1. 斯蒂芬，英格兰国王，11135年－1154年

  - 诺曼底王朝：

  1. 玛蒂尔达，1141年

  - 金雀花王朝：

  1. 亨利二世，英格兰国王，1154年－1189年
  2. 幼王亨利，英格兰幼国王，1170年－1183年
  3. 狮心王理查，英格兰国王，1189年－1199年
  4. 无地王约翰，英格兰国王，1199年－1216年
- 法兰西王国（卡佩王朝）：
  1. 腓力一世，法国国王，1060年－1108年
  2. 路易六世，法国国王，1108年－1137年
  3. 菲利普，（西部）法兰克人的国王，1129年－1131年
  4. 路易七世，法国国王，1137年－1180年
  5. 腓力二世，法国国王，1180年－1223年